# Koromandel-part
A Koromandel-part az indiai szubkontinens félszigetének délkeleti partvidéke, Kanjakumari és a Krisna folyó deltatorkolata között. Legnagyobb kikötői Csennai és Puduccseri, a partvidéken azonban nincsenek jó természetes kikötők. Az alacsonyan fekvő, homokos parton egyfolytában nagy hullámok csapnak át, különösen a délnyugati monszun idején. A legtöbb csapadék október-december között hullik.
2004-ben hatalmas szökőár csapott le vidékre, sok ezer ember halálát okozva.

## Fordítás
Ez a szócikk részben vagy egészben  a   Coromandel Coast című angol Wikipédia-szócikk fordításán alapul.  Az eredeti cikk szerkesztőit annak laptörténete sorolja fel. Ez a jelzés csupán a megfogalmazás eredetét és a szerzői jogokat jelzi, nem szolgál a cikkben szereplő információk forrásmegjelöléseként.
Ez a szócikk részben vagy egészben  a   Koromandelküste című német Wikipédia-szócikk fordításán alapul.  Az eredeti cikk szerkesztőit annak laptörténete sorolja fel. Ez a jelzés csupán a megfogalmazás eredetét és a szerzői jogokat jelzi, nem szolgál a cikkben szereplő információk forrásmegjelöléseként.